# Idoia Mendia Cueva
Idoia Mendia Cueva (Bilbao, 27 d'octubre de 1965) és una política basca, secretària general del Partit Socialista d'Euskadi-Euskadiko Ezkerra (PSE-EE). Va ser consellera d'Interior, Justícia i Administració Pública, i portaveu del Govern Basc al Govern de Patxi López (2009-2012).

## Biografia
Va néixer i va passar la seva infància a Bilbao. Va estudiar en la Ikastola Lauro fins que va accedir a la Universitat de Deusto, en el campus de la qual de Bilbao va obtenir la Llicenciatura en Dret. Posteriorment, va cursar un postgrau en relacions internacionals i europees per la Universitat d'Amsterdam, va residir a Brussel·les, va treballar per a la Comissió Europea i en 1994 va obrir bufet a la capital biscaïna i va començar la seva carrera professional com a advocada.
La seva activitat política es remunta a l'any 1993, quan es va afiliar al Partit Socialista d'Euskadi i es va integrar en l'agrupació d'Abando, tot i que no va ocupar càrrec públic fins que a l'abril de 2002, quan es va incorporar al Parlament Basc, concretament a l'escó que fins llavors ocupava Nicolás Redondo Terreros. Durant la setena legislatura va ser vocal en nou comissions: Assumptes Europeus i Acció Exterior; Indústria, Comerç i Turisme; Ordenació Territorial, Transports i Medi ambient; Drets Humans i Sol·licituds Ciutadanes; Agricultura i Pesca; Sanitat; Dona i Joventut; i dos d'Incompatibilitats.
Durant la vuitena Legislatura, entre juny de 2005 i gener de 2009, va ser vicepresidenta de la Comissió d'Assumptes Europeus i Acció Exterior, representant parlamentària en el Consell Assessor de Relacions amb les Col·lectivitats i Centres Bascos, i vocal de les comissions d'Indústria, Comerç i Turisme, Incompatibilitats, Sanitat, i Agricultura i pesca.

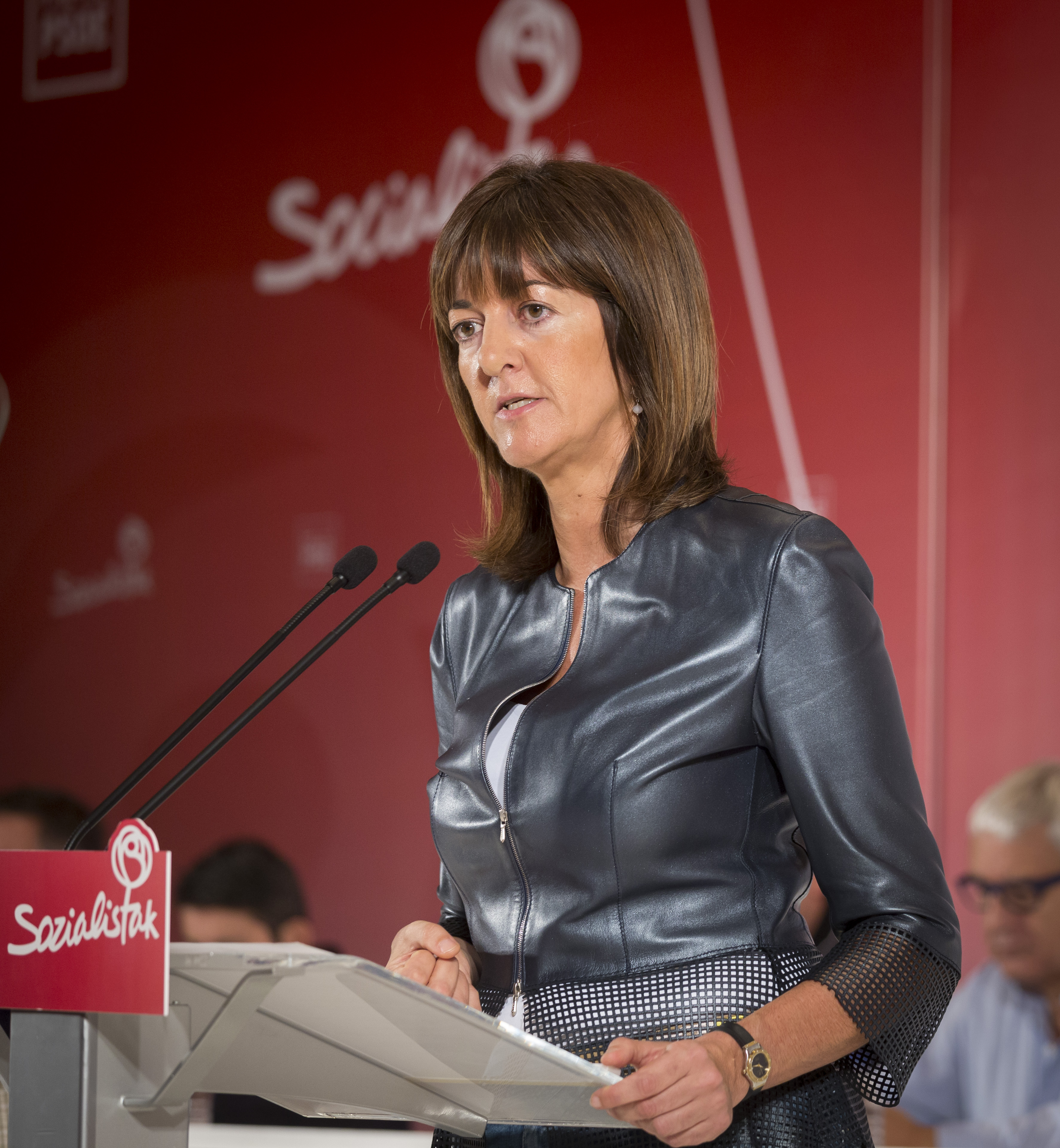
Idoia Mendia, secretària general del PSE-EE, en el Comitè Nacional del 25 d'octubre de 2014.

En paral·lel a la seva activitat en la càmera basca, en les eleccions municipals de 2003 va ser triada regidora de l'ajuntament de la localitat biscaïna de Barrica, acompliment que va renovar en els sufragis de 2007 i que no va abandonar fins a 2009, quan va ser nomenada portaveu i consellera de Justícia i Administració Pública del Govern Basc encapçalat pel llavors nou Lehendakari, Patxi López. El seu departament es va fusionar amb el d'Interior quan Rodolfo Ares va deixar el Govern per dirigir la precampanya i la campanya del Partit Socialista d'Euskadi (PSE-EE) per a les eleccions autonòmiques del 21 d'octubre de 2012; així, el 3 de setembre de 2012 Mendia va prendre possessió del seu càrrec com a consellera d'Interior, Justícia i Administració Pública del Govern Basc.
Va ser responsable de la gestió de les webs governamentals i entre les seves iniciatives més destacades s'inclou el llançament d'Open Data Euskadi, el portal d'obertura de dades públiques en format reutilitzable de l'Executiu Basc. També va dur a terme Pla d'Innovació Pública del Govern Basc (2011-2013) i va ser responsable d'àrees com a Protecció Civil i Jocs i Espectacles, de les adreces d'Atenció a les Víctimes del Terrorisme i a les Víctimes de la Violència de Gènere, i de l'Ertzaintza.
En el PSE-EE també ha assumit responsabilitats com a vocal en l'executiva d'Euskadi, entre 2000 i 2002, i com a secretària d'Ocupació i Formació, en l'Executiva Provincial de Biscaia. També ha exercit els càrrecs de portaveu del PSE-EE i secretària de Participació i Xarxes.

### Secretària general del PSE-EE
El 16 de setembre de 2014 va ser triada secretària general del PSE-EE amb el vot directe del 60,53% dels militants del partit i el 20 de setembre va ser ratificada en un Congrés Extraordinari, substituint a Patxi López, que va renunciar pels mals resultats de les Eleccions al Parlament Europeu de 2014.
A les eleccions al Parlament Basc de 2016 el partit va perdre la tercera posició en vots i escons, sent avançat per Unides Podem, però va acordar un govern de coalició amb el PNB. A les eleccions al Parlament Basc de 2020 va recuperar la tercera posició i va renovar el govern amb el PNB.
En setembre de 2021, abans de la celebració de l'IX Congrés del PSE-EE, va anunciar la seva decisió personal de no tornar a presentar-se a la Secretaria General, en considerar que havia complert els objectius que s'havia marcat per als seus mandats: tornar al PSE-EE a la governabilitat en totes les institucions i obrir el pas a una nova generació en el lideratge de la formació.

## Família
Idoia Mendia està casada des de 1996 amb Alfonso Gil, actual tinent d'alcalde i portaveu del PSE-EE a l'Ajuntament de Bilbao, i té dos fills.